# Теџон
Теџон (кореј. 대전시) пети је најнасељенији град Јужне Кореје. Налази на средини Корејског полуострва и због тога је раскрсница многих важних путева. До престонице Сеула може се стићи за мање од једног часа јужнокорејским брзим возом.

## Историја
Сматра се да су људи настанили локацију данашњег Теџона још током Каменог доба, а касније су га заузимали и људи из корејских краљевстава Пекче, Сила и Чосон.
Био је познат и под именом Ханбат (кореј. 한밭), у преводу „велико поље”.

## Географија
Теџон се налази на 36,35 степена северне географске ширине и 127,4 степена источне географске дужине. Удаљен је 167,3 км од Сеула, 294 км од Бусана и 169 км од Квангџуа.

## Административна подела
Теџон је подељен на пет области (Гу)
| Назив  | Хангул | Ханча  |
| ------ | ------ | ------ |
| Тедок  | 대덕구 | 大德區 |
| Тонг   | 동구   | 東區   |
| Чунг   | 중구   | 中區   |
| Со     | 서구   | 西區   |
| Јусонг | 유성구 | 儒城區 |

## Партнерски градови
- Ода
- Сијетл
- Будимпешта
- Нанкинг
- Калгари
- Гвадалахара
- Упсала
- Новосибирск
- Бризбејн
- Сапоро
- Дурбан
- Пурвокерто
- Бандунг
- Сијем Реап